# 선선
선선(鄯善)은 기원전 77년 이후의 누란을 말한다.
로프노르호 주변 타클라마칸 사막의 북동쪽 끝에 위치한 왕국이었다.

## 마을
- 로프사막
- 크로라이나
- 니야
- 미란